# Anna Charlotte Ruys
Anna Charlotte Ruys (Dedemsvaart, 21 december 1898 - Amsterdam, 8 februari 1977) was een Nederlands bacterioloog en hoogleraar in de bacteriologie, epidemiologie en immunologie aan de Universiteit van Amsterdam. 

## Biografie
Ruys groeide op in Dedemsvaart en was het tweede van acht kinderen. De vader van Ruys was een bekende kweker die haar het gevoel voor experiment en praktische toepassingen binnen de biologie al vroeg bijbracht. Ook haar moeder was vooruitstrevend en had als een van de eerste vrouwen in Nederland het examen voor postbeambte afgelegd. Ook had haar moeder, ongebruikelijk voor die tijd, bij de post gewerkt - tot het huwelijk, waarna ze zich toelegde op wijkverpleging. De tuinarchitecte Mien Ruys was haar zus.
Ze zat op het gymnasium in Zwolle en ging vervolgens in Utrecht studeren, waar ze langzamerhand een links-liberaal gedachtegoed ontwikkelde. In die periode verbrak ze ook de banden met de kerk. Na een doctoraalexamen in 1922 in Utrecht vervolgde Ruys haar studie in Groningen, waar ze op 21 februari 1924 haar artsexamen haalde. Op 3 juni 1925 promoveerde ze aan de Universiteit van Amsterdam op De verwekker van de ratte-beet ziekte. In 1928 werd ze privaatdocent aan dezelfde universiteit. Op 3 april 1940 werd ze benoemd tot buitengewoon hoogleraar aan de Universiteit van Amsterdam met de leeropdracht 'Microbiologie der infectieziekten'. Ruys was actief in het artsenverzet tijdens de Tweede Wereldoorlog. Op aandrang van de bezetter werd ze in maart 1944 ontslagen, in februari 1945 werd ze gearresteerd en gevangengezet in het Oranjehotel in Scheveningen tot het einde van de oorlog. Op 7 mei 1945 werd ze hersteld in haar functie. Op 6 oktober 1948 werd deze aanstelling omgezet in die van gewoon hoogleraar in de bacteriologie, immuniteitsleer en epidemiologie. Op 1 september 1969 ging zij met emeritaat.
Ruys was actief lid en vertegenwoordiger van verschillende gremia, waaronder de Vereniging van Nederlandse Vrouwelijke Artsen (VNVA) en het voorzitterschap 1947-1950) van de Medical Women’s International Association (MWIA), voorzitter van de medische faculteit van de UvA (1949-1953), en lid van de redactie van het Nederlands Tijdschrift voor Geneeskunde (1945-1948), de Nederlandse Unesco Commissie (1947-1951), het bestuur van de Nederlandse organisatie van Zuiver Wetenschappelijk Onderzoek (ZWO) en het bestuur van het instituut voor Toegepast-Natuurkundig Onderzoek (TNO). Tot 1966 had zij tevens zitting in de Gezondheidsraad.

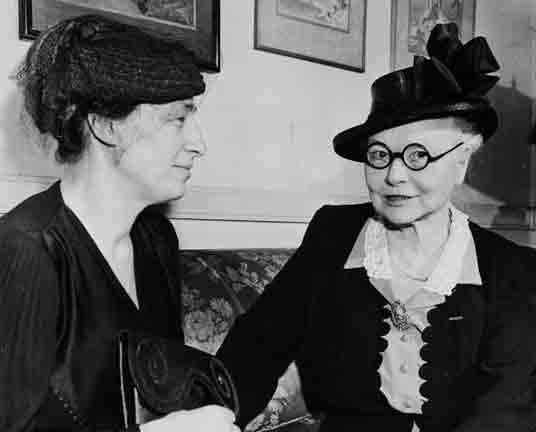
Ruys als voorzitter van de Medical Women's International Association in gesprek met haar voorgangster, dr. Esther P. Lovjoy (rechts).